# Yūki Kikumoto
Yūki Kikumoto (japanisch 菊本 侑希 Kikumoto Yūki; * 10. Juli 1993 in Yamaguchi) ist ein ehemaliger japanischer Fußballspieler.

## Karriere
Kikumoto erlernte das Fußballspielen in der Jugendmannschaft von Avispa Fukuoka und der Universitätsmannschaft der Chūkyō-Universität. Seinen ersten Vertrag unterschrieb er 2014 beim Renofa Yamaguchi FC. Am Ende der Saison 2014 stieg der Verein in die J3 League auf. Für den Verein absolvierte er 23 Ligaspiele. 2016 wechselte er zu Briobecca Urayasu. Im April 2016 beendete er seine Karriere als Fußballspieler.